# Gallery of Suicide
Gallery of Suicide (engl. für Galerie des Suizids) ist das sechste Studioalbum der amerikanischen Death-Metal-Band Cannibal Corpse.

## Entstehungsgeschichte
Gallery of Suicide ist das erste Album mit dem neuen Gitarristen Pat O’Brien, der 1997 von Nevermore zu Cannibal Corpse wechselte. Wie auch bei den vorigen Alben wurde das Cover vom amerikanischen Künstler Vince Locke gestaltet. Um einer Indizierung in Deutschland und anderen Ländern vorzubeugen, wurde ein zweites, zensiertes Titelbild erstellt. Während die Originalfassung eine von Verstümmelten umgebene Frau enthält, die sich mit einem Messer den eigenen Bauch aufschlitzt, zeigt die zweite Fassung ein Gebäude, von dem bei genauerem Hinsehen am linken Rand ein Mensch in den Tod springt.

## Titelliste
1. I Will Kill You – 2:47
2. Disposal of the Body – 1:54
3. Sentenced to Burn – 3:06
4. Blood Drenched Execution – 2:40
5. Gallery of Suicide – 3:55
6. Dismembered and Molested – 1:53
7. From Skin to Liquid – 5:30
8. Unite the Dead – 3:05
9. Stabbed in the Throat – 3:26
10. Chambers of Blood – 4:11
11. Headless – 2:22
12. Every Bone Broken – 3:18
13. Centuries of Torment – 4:04
14. Crushing the Despised – 1:56